# Port lotniczy Kristianstad
Port lotniczy Kristianstad (IATA: KID, ICAO: ESMK) – port lotniczy położony w Kristianstad, w Skanii, w Szwecji.

## Linie lotnicze i połączenia
| Linia Lotnicza              | Kierunek            |
| --------------------------- | ------------------- |
| Braathens Regional Airlines | 1. Sztokholm-Bromma |